# کاروانسرای حوض پنج و آب‌انبار
کاروانسرای حوض پنج و آب‌انبار مربوط به دوره قاجار است و در شهرستان راور، سمت شرق جاده آسفالته واقع شده و این اثر در تاریخ ۱۰ مهر ۱۳۸۰ با شمارهٔ ثبت ۴۱۸۳ به‌عنوان یکی از آثار ملی ایران به ثبت رسیده است.